# وروة (السبرة)

تعديل مصدري - تعديل

وروة محلة تابعة لقرية الجرفة، التابعة لعزلة الابروة بمديرية السبرة إحدى مديريات محافظة إب في الجمهورية اليمنية.، بلغ تعداد سكانها 159 حسب تعداد اليمن لعام 2004.